# عنکبوت‌های نم‌نشین
عنکبوت‌های نم‌نشین (نام علمی: Holarchaea) نام یک سرده از شاخه بندپایان است.